# Gebhard Friedrich Ludolph von Angern
Gebhard Friedrich Ludolph von Angern auch Gebhard Rudolph Friedrich Ludolph von Angern (* 2. September 1726; † 6. September 1791) war ein preußischer Landrat und Gutsbesitzer.

## Leben

### Familie
Gebhard Friedrich Ludolph von Angern entstammte dem Adelsgeschlecht der von Angern und war der Sohn von Gebhard Ludolph von Angern (* 18. Mai 1699; † August 1753), Erbherr auf Sülldorf, Wolmirstedt und Barleben, der seit 1730 Landrat im magdeburgischen Holzkreis war und dessen Ehefrau Eleonore Christine (geb. von Hake) (* 2. März 1702); er hatte noch sieben weitere Geschwister.
Seine Schwester Dorothea Eleonore Florentine von Angern (* 21. April 1728 in Sülldorf; † 27. Februar 1793 in Rathenow) war mit Alexander von der Schulenburg (1706–1770), Landrat im zweiten Distrikt des Holzkreises, verheiratet.
Seine Ehefrau kam aus dem Adelsgeschlecht von Platen und war die Tochter Nikolaus Ernst von Platen (1693–1733), hierdurch bestanden verwandtschaftliche Beziehungen zu Joachim IV. von Alvensleben (1720–1782), dessen Sohn Johann Ernst von Alvensleben später Staatsminister wurde. Von ihren Kindern sind namentlich bekannt:
- Ferdinand von Angern, späterer Staats- und Finanzminister;
- Charlotte Frederike Auguste von Angern (1741–1804), Ehefrau von August Adam Heinrich von Bismark[5]

### Werdegang
Gebhard Friedrich Ludolph von Angern diente zunächst im preußischen Heer und nahm als Leutnant seinen Abschied. 
Ende 1763 wurde er zum Nachfolger des Landrats Abraham Hartwig von Legat gewählt und erhielt seine Bestellung zum 11. Januar 1764; er stand dem ersten Distrikt des Holzkreises vor.
Im Frühjahr 1766 bat er um die Erlaubnis, das Gut Barleben zu verkaufen, um die übrigen sechs Güter der Familie halten zu können.
Sein Amtsnachfolger wurde Freiherr Friedrich Wilhelm von Steinaecker (* 1745).